# Большие панды
Больши́е па́нды (лат. Ailuropoda) — род млекопитающих семейства медвежьих (Ursidae), обладающих некоторыми признаками енотов. Он включает один живущий и четыре вымерших вида. Единственный современный вид рода — большая панда. Эти звери обитают в горных регионах центрального Китая: Сычуань и Тибет. Вес взрослой особи может колебаться в достаточно широком диапазоне — от 17 до 160 килограммов (в среднем 102 кг). Со второй половины XX века панда стала чем-то вроде национальной эмблемы Китая. Китайское название (熊猫 xióngmāo сюнмао) означает «медведь-кошка». Его западное наименование происходит от малой панды. Раньше его также называли пятнистым медведем (Ailuropus melanoleucus).
В подотряде псообразных есть семейство пандовых (Ailuridae, малые панды), куда род Ailuropoda не входит. Таким образом, несмотря на своё западное название, большая панда формально пандой не является.
Большие панды произошли от Ailurarctos, которые жили в конце миоцена.
В 2011 году ископаемые зубы возрастом более 11 миллионов лет, найденные на Пиренейском полуострове были идентифицированы как принадлежащие ранее неизвестному виду больших панд. Этот вид был назван Agriarctos beatrix (в настоящее время он выделен в род Kretzoiarctos). Предок бамбукового медведя Kretzoiarctos beatrix (подсемейство Ailuropodinae), живший 11,6 млн лет назад, был обнаружен в окрестностях каталонского города Эльс-Осталетс-де-Пьерола (Испания), зубы древней панды из подсемейства Ailuropodinae вида Miomaci panonnicum, жившей 10 млн лет назад, были обнаружены в венгерской Рудабанье.
Большие панды из пещеры Цычжуто (Cizhutuo Cave) на юге Китая (Гуанси-Чжуанский автономный район), жившие 22 тыс. л. н., принадлежали к родственному виду Ailuropoda melanoleuca и отделились от них примерно 183 тыс. лет назад. По данным учёных, гиперзависимость Ailuropoda melanoleuca от бамбука могла развиться относительно недавно — около 5000 лет назад.

## Виды и подвиды
- † Ailuropoda fovealis — Matthew and Granger, 1923
- † Ailuropoda microta Pei, 1962 (поздний плиоцен)
- † Ailuropoda wulingshanensis Wang et alii. 1982 (поздний плиоцен — ранний плейстоцен)
- † Ailuropoda baconi (Woodward 1915) (плейстоцен)
- † Ailuropoda minor Pei, 1962 (плейстоцен)
- .. Ailuropoda melanoleuca (David, 1869) — Большая панда
  - .. Ailuropoda melanoleuca melanoleuca (David, 1869)
  - .. Ailuropoda melanoleuca qinlingensis Wan Q.H., Wu H. et Fang S.G., 2005